# Guzmania garciaensis
Guzmania garciaensis är en gräsväxtart som beskrevs av Werner Rauh. Guzmania garciaensis ingår i släktet Guzmania och familjen Bromeliaceae. Inga underarter finns listade i Catalogue of Life.